# Aktywa pieniężne
Aktywa pieniężne – aktywa w formie krajowych środków płatniczych, walut obcych i dewiz. Do aktywów pieniężnych zalicza się również inne aktywa finansowe, w tym w szczególności naliczone odsetki od aktywów finansowych. Jeżeli aktywa te są płatne lub wymagalne w ciągu 3 miesięcy od dnia ich otrzymania, wystawienia, nabycia lub założenia (lokaty), to na potrzeby rachunku przepływów pieniężnych zalicza się je do środków pieniężnych, chyba że ujmuje się je w przepływach z działalności inwestycyjnej (lokacyjnej).